# Madeleine Berthod
Pour les articles homonymes, voir Berthod.
Madeleine Berthod, née le 1er février 1931 à Château-d'Œx, est une skieuse alpine suisse.
Elle remporte la médaille d'or en descente aux Jeux olympiques de 1956 à Cortina d'Ampezzo le jour de ses 25 ans.
En janvier 2011, le Conseil d'État vaudois lui octroie le Mérite cantonal vaudois pour ses hautes performances sportives. Elle est en effet la première femme vaudoise à obtenir une médaille d'or en ski alpin aux Jeux olympiques.

## Palmarès

### Jeux olympiques d'hiver
| Épreuve / Édition         | Descente     | Slalom géant | Slalom |
| JO 1952 Oslo              | 6e           | Disqualifiée | 6e     |
| JO 1956 Cortina d'Ampezzo | Or           | 4e           | 17e    |
| JO 1960 Squaw Valley      | Non partante | 9e           | 28e    |

### Championnats du monde
| Épreuve / Édition         | Descente     | Slalom géant | Slalom | Combiné                          |
| JO 1952 Oslo              | 6e           | Disqualifiée | 6e     | Épreuve inexistante à cette date |
| Mondiaux 1954 Åre         | 5e           | Argent       | 16e    | Argent                           |
| JO 1956 Cortina d'Ampezzo | Or           | 4e           | 17e    | Or                               |
| JO 1960 Squaw Valley      | Non partante | 9e           | 28e    | —                                |

### Arlberg-Kandahar
- Vainqueur du Kandahar 1956 à Sestrières
  - Vainqueur du slalom 1956 à Sestrières